# Monika Załęska-Radziwiłł
Monika Ewelina Załęska-Radziwiłł – polska biolog, profesor nauk technicznych. Specjalizuje się w biologii środowiska i toksykologii środowiska. Nauczyciel akademicki na Wydziale Instalacji Budowlanych, Hydrotechniki  i Inżynierii Środowiska Politechniki Warszawskiej.

## Życiorys
Doktoryzowała się w 1997 na podstawie pracy pt. System wyznaczania stężeń bezpiecznych zanieczyszczeń dla biocenoz wodnych na podstawie badań toksykologicznych. Habilitowała się w 2008 na podstawie oceny dorobku naukowego i rozprawy Badania ekotoksykologiczne w procesie ekologicznej oceny ryzyka w środowisku wodnym. Tytuł naukowy profesora nauk technicznych został jej nadany w 2017 roku. 
Pracuje jako profesor i kierownik w Zakładzie Biologii Wydziału Instalacji Budowlanych, Hydrotechniki i Inżynierii Środowiska Politechniki Warszawskiej. W pracy naukowej zajmuje się głównie badaniami z obszaru ekotoksykologii, w tym szczególnie oceną ryzyka ekologicznego z wykorzystaniem modeli statystycznych  do obliczania bezpiecznych stężeń ksenobiotyków dla organizmów wodnych i glebowych. W kręgu  zainteresowań naukowych znajdują się również zagadnienia efektywności biodegradacji zanieczyszczeń wraz z ekotoksykologiczną oceną procesów. Prowadzi zajęcia m.in. z ekotoksykologii, toksykologii, podstaw biologicznych w uzdatnianiu wody i oczyszczaniu ścieków, biochemii i biologii środowiska.
Jest członkiem krajowych i międzynarodowych towarzystw naukowych, w tym Society of Environmental Toxicology and Chemistry oraz komitetów naukowych szeregu cyklicznych konferencji. Uczestniczy w pracach Sekcji Inżynierii Sanitarnej, Komitetu Inżynierii Lądowej i Wodnej Wydziału IV  Nauk Technicznych Polskiej Akademii Nauk. Zasiada w radzie naukowej Uczelnianego Centrum Badawczego Obronności i Bezpieczeństwa, jest członkiem Platformy Ekspertów Politechniki Warszawskiej.
Artykuły publikowała m.in. w takich czasopismach jak: "Environment International", "Archives of Environmental Protection", "Desalination and Water Treatment" oraz "Polish Journal of Environmental Studies".
Odznaczona Srebrnym Krzyżem Zasługi, Złotym Medalem za Długoletnią Służbę, Medalem Komisji Edukacji Narodowej, Srebrnym Medalem 100-lecia Odnowienia Tradycji Politechniki Warszawskiej, laureatka w konkursie „Złotej Kredy".